# Uncobotyodes
Uncobotyodes is een geslacht van vlinders uit de familie van de grasmotten (Crambidae), uit de onderfamilie van de Spilomelinae. De wetenschappelijke naam van dit geslacht is voor het eerst voorgesteld door Jagbir Singh Kirti en Harjinder Singh Rose in een publicatie uit 1990. 
Dit geslacht is monotypisch, dat wil zeggen dat het maar één soort heeft namelijk Uncobotyodes patulalis (Walker, 1866).